# Diocesi di Lugano
La diocesi di Lugano (in latino Dioecesis Luganensis) è una sede della Chiesa cattolica in Svizzera immediatamente soggetta alla Santa Sede. Nel 2021 contava 248.200 battezzati su 354.490 abitanti. La sede è vacante.
Ha come patrono principale san Carlo Borromeo, arcivescovo di Milano, e come patrono secondario sant'Abbondio, vescovo di Como.

## Territorio

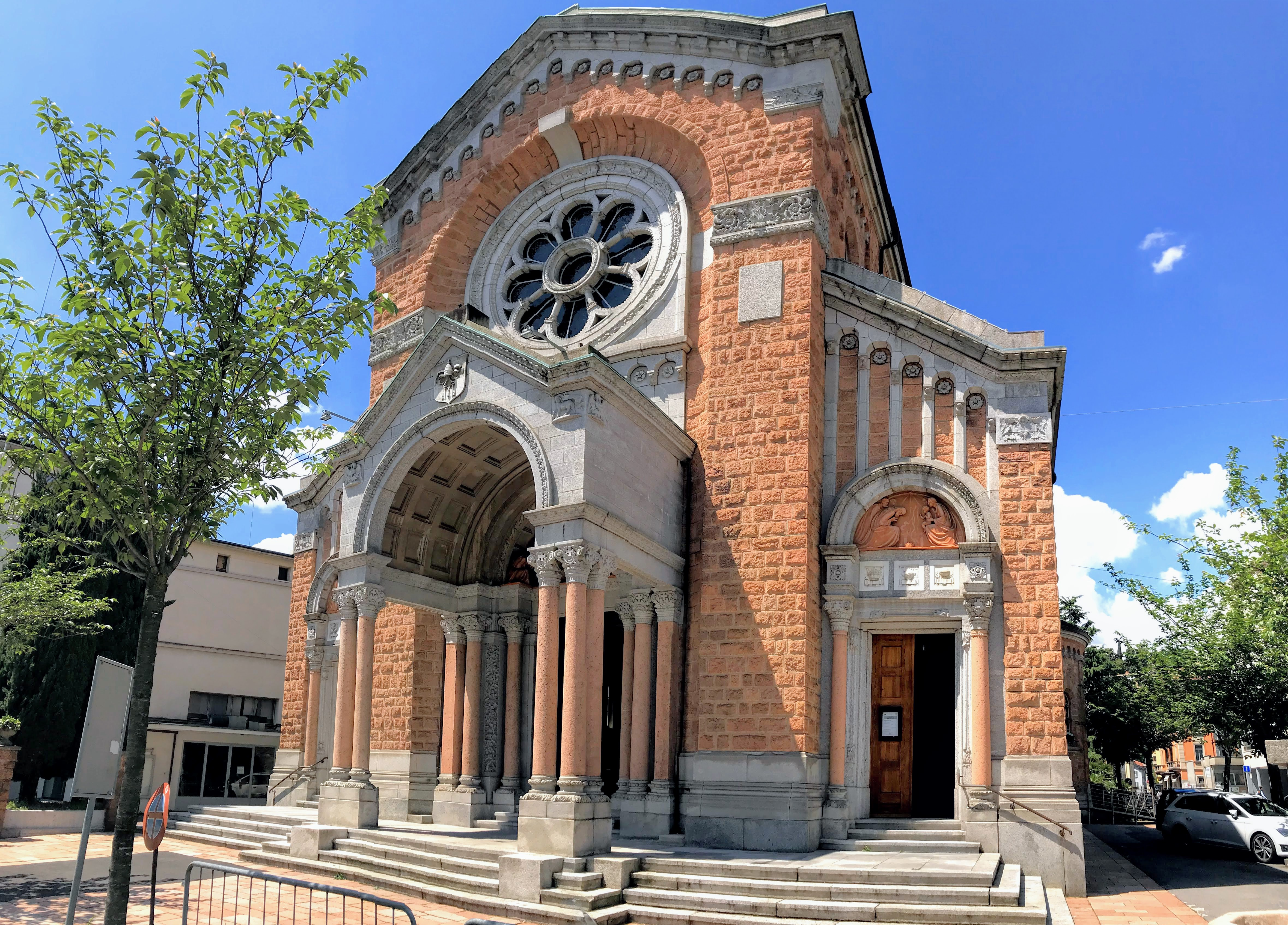
La basilica del Sacro Cuore a Lugano.

La diocesi comprende il territorio del Canton Ticino.
Sede vescovile è la città di Lugano, dove si trova la cattedrale di San Lorenzo. Nel territorio sorgono tre basiliche minori: la basilica del Sacro Cuore a Lugano, la basilica-santuario della Madonna del Sasso a Orselina, e la basilica-santuario di Santa Maria dei Miracoli a Morbio Inferiore.
Nella diocesi vigono i due riti romano e ambrosiano, quest'ultimo nelle valli superiori, dette appunto ambrosiane, in Capriasca e a Brissago.
Il territorio è suddiviso in 6 vicariati, che comprendono complessivamente 255 parrocchie:
- vicariato del Bellinzonese: 18 parrocchie nella maggior parte del distretto di Bellinzona (eccetto il comune di Isone e i quartieri di Claro, Moleno, Preonzo e Gnosca del comune di Bellinzona);
- vicariato del Locarnese: 75 parrocchie nei distretti di Locarno e Vallemaggia;
- vicariato del Luganese: 44 parrocchie nel comune di Lugano, nei circoli di Paradiso, di Vezia (eccetto i comuni di Lamone e Cadempino) e di Capriasca e nel comune di Muzzano nel circolo di Agno;
- vicariato del Malcantone-Vedeggio: 34 parrocchie nei circoli della Magliasina, di Agno (eccetto il comune di Muzzano), di Sessa, di Breno e di Taverne, nei comuni di Lamone e Cadempino nel circolo di Vezia e nel comune di Isone nel distretto di Bellinzona;
- vicariato del Mendrisiotto: 34 parrocchie nel distretto di Mendrisio e nel circolo del Ceresio nel distretto di Lugano;
- vicariato delle Tre Valli: 49 parrocchie nei distretti di Riviera, Blenio e Leventina oltre che nei quartieri di Claro, Moleno, Preonzo e Gnosca nel comune di Bellinzona.

## Storia
Le terre ticinesi furono rette fino alla fine del XIX secolo in parte dalla diocesi di Como e in parte dall'arcidiocesi di Milano. Con l'indipendenza del Cantone, acquisita nel 1803, divenne più forte il desiderio della popolazione cattolica ticinese di ottenere una propria diocesi.
Alcune trattative fra il 1855 e il 1856 riguardanti i beni ecclesiastici delle diocesi italiane nel cantone ticinese fallirono per la radicalizzazione delle posizioni del governo ticinese. Nel 1859 il Consiglio federale emanò una legge che sanciva la separazione del cantone dalle diocesi lombarde, interdicendo di fatto l’autorità dei vescovi di Como e Milano sulle parrocchie oltreconfine.
Con l'avvento di governi moderati, sia nel Cantone che in Svizzera, si ripresero le trattative negli anni 1870-1880. Con la convenzione del 1º settembre 1884 tra la Santa Sede e la Confederazione Elvetica si ebbe una prima separazione delle parrocchie del Cantone Ticino. Venne nominato un amministratore apostolico nella persona del già vescovo di Basilea Eugenio Lachat, che arrivò in Ticino il 10 agosto 1885 e morì solo un anno dopo, il 1º novembre. Suo successore fu Vincenzo Molo che resse la diocesi dal 1887 al 1904.
Il 7 settembre 1888 papa Leone XIII eresse la diocesi di Lugano con la bolla Ad universam, con cui si elevò al titolo di cattedrale la collegiata di San Lorenzo a Lugano. Essa fu formalmente unita in perpetuo aeque principaliter alla diocesi di Basilea, ma governata da un amministratore apostolico, nominato dalla Santa Sede. Con questo titolo si susseguirono Alfredo Peri-Morosini (1904-1916), Aurelio Bacciarini (1917-1935), Angelo Jelmini (1936-1968) e Giuseppe Martinoli (1968-1978).
L'8 marzo 1971, in seguito alla convenzione del 24 luglio 1968 tra la Santa Sede e la Confederazione Elvetica, l'amministrazione apostolica del Cantone Ticino si separò dalla diocesi di Basilea e in forza della bolla Paroecialis et Collegialis di papa Paolo VI divenne diocesi indipendente; l'amministratore apostolico Giuseppe Martinoli divenne il primo vescovo di Lugano. Dal 1978 al 1986 fu vescovo di Lugano Ernesto Togni, a cui succedette nel 1986 Eugenio Corecco, sotto il cui episcopato si costituì l'Istituto Accademico di Teologia di Lugano, che divenne con decreto della Congregazione per l'educazione cattolica del 20 novembre 1993 una facoltà di teologia.

## Cronotassi dei vescovi
Si omettono i periodi di sede vacante non superiori ai 2 anni o non storicamente accertati.

### Amministratori apostolici del Canton Ticino
- Eugène Lachat, C.PP.S. † (18 dicembre 1884[6] - 1º novembre 1886 deceduto)
- Vincenzo Molo † (20 settembre 1887 - 15 marzo 1904 deceduto)
- Alfredo Peri-Morosini † (28 marzo 1904 - 29 dicembre 1916 dimesso)
- Stefano Aurelio Bacciarini † (12 gennaio 1917 - 27 giugno 1935 deceduto)
- Angelo Giuseppe Jelmini † (16 dicembre 1935 - 24 giugno 1968 deceduto)
- Giuseppe Martinoli † (30 luglio 1968 - 8 marzo 1971 nominato vescovo di Lugano)

### Vescovi di Lugano
- Giuseppe Martinoli † (8 marzo 1971 - 15 luglio 1978 ritirato)
- Ernesto Togni † (15 luglio 1978 - 21 giugno 1985 dimesso)[7]
- Eugenio Corecco † (5 giugno 1986 - 1º marzo 1995 deceduto)
- Giuseppe Torti † (9 giugno 1995 - 18 dicembre 2003 ritirato)
- Pier Giacomo Grampa (18 dicembre 2003 - 4 novembre 2013 ritirato)
- Valerio Lazzeri (4 novembre 2013 - 10 ottobre 2022 dimesso)
  - Sede vacante (dal 2022)
  - Alain de Raemy, dal 10 ottobre 2022 (amministratore apostolico)

### Successione
Nella convenzione del 24 luglio 1968, articolo 1, paragrafo 3, vengono definite le regole per la successione alla cattedra di S. Lorenzo: "Il Vescovo di Lugano sarà nominato dalla Santa Sede e scelto tra i sacerdoti cittadini ticinesi".

## Statistiche
La diocesi nel 2021 su una popolazione di 354.490 persone contava 248.200 battezzati, corrispondenti al 70,0% del totale.
| anno | popolazione | popolazione | popolazione | presbiteri | presbiteri | presbiteri | presbiteri                | diaconi | religiosi | religiosi | parrocchie |
| anno | battezzati  | totale      | %           | numero     | secolari   | regolari   | battezzati per presbitero | diaconi | uomini    | donne     | parrocchie |
| ---- | ----------- | ----------- | ----------- | ---------- | ---------- | ---------- | ------------------------- | ------- | --------- | --------- | ---------- |
| 1970 | 220.000     | 240.431     | 91,5        | 366        | 269        | 97         | 601                       |         | 97        | 1.140     | 252        |
| 1980 | 220.313     | 273.300     | 80,6        | 346        | 232        | 114        | 636                       |         | 137       | 1.043     | 251        |
| 1990 | 240.000     | 275.000     | 87,3        | 314        | 219        | 95         | 764                       | 1       | 114       | 833       | 253        |
| 1999 | 235.669     | 282.181     | 83,5        | 293        | 213        | 80         | 804                       | 5       | 99        | 611       | 256        |
| 2000 | 235.669     | 282.181     | 83,5        | 295        | 217        | 78         | 798                       | 5       | 95        | 599       | 256        |
| 2001 | 235.669     | 282.181     | 83,5        | 291        | 217        | 74         | 809                       | 5       | 90        | 574       | 256        |
| 2002 | 235.669     | 282.181     | 83,5        | 288        | 213        | 75         | 818                       | 5       | 90        | 544       | 256        |
| 2003 | 233.017     | 306.846     | 75,9        | 285        | 217        | 68         | 817                       | 5       | 82        | 519       | 256        |
| 2004 | 233.017     | 306.846     | 75,9        | 279        | 212        | 67         | 835                       | 5       | 79        | 500       | 256        |
| 2013 | 256.000     | 336.943     | 76,0        | 253        | 202        | 51         | 1.011                     | 6       | 58        | 354       | 255        |
| 2016 | 242.900     | 346.539     | 70,1        | 241        | 195        | 46         | 1.007                     | 6       | 53        | 318       | 255        |
| 2017 | 246.400     | 351.946     | 70,0        | 236        | 192        | 44         | 1.044                     | 6       | 50        | 277       | 255        |
| 2019 | 247.800     | 353.920     | 70,0        | 233        | 192        | 41         | 1.063                     | 6       | 49        | 256       | 255        |
| 2021 | 248.200     | 354.490     | 70,0        | 229        | 191        | 38         | 1.083                     | 6       | 46        | 228       | 255        |